# 15e régiment d'infanterie légère
Le 15e régiment d'infanterie légère (15e léger) est un régiment d'infanterie légère de l'armée française créé sous la Révolution sous le nom de 15e bataillon de chasseurs.

En 1854, il est transformé et prend le nom de 90e régiment d'infanterie.

## Dénominations du15eléger
- février 1793  : Formation du 15e bataillon de chasseurs
- 22 messidor an II (10 juillet 1794) : devient la 15e demi-brigade légère de première formation
- 9 avril 1796 : transformé en 15e demi-brigade légère de deuxième formation
- 1803 : renommée 15e régiment d'infanterie légère.
- 16 juillet 1815 : comme l'ensemble de l'armée napoléonienne, il est licencié à la Seconde Restauration
- 11 août 1815 : création de la légion des Pyrénées-Orientales.
- 10 février 1821 : renommée 15e régiment d'infanterie légère.
- En 1854, l'infanterie légère est transformée, et ses régiments sont convertis en unités d'infanterie de ligne, prenant les numéros de 76 à 100. Le 15e régiment d'infanterie légère prend le nom de 90e régiment d'infanterie de ligne.

## Colonels/Chef de brigade
- 1794 :  Chef de brigade Ristory de la 15e demi-brigade d'infanterie légère
- 1794 : Chef de brigade Georges Kister de la 15e bis demi-brigade d'infanterie légère
- 1796 : Chef de brigade Lahure
- 1799 : Chef de brigade puis colonel Desailly
- 1809 : Baron Noos
- 1813 : colonel Brice
- octobre 1815 : colonel Morin
- 16 novembre 1815 : Joseph de Banyuls comte de Montferré
- 10 février 1821 : François Louis Zaepffel
- 23 août 1825 : baron de Perregaux
- 7 août 1830  : colonel Parchappe
- 24 août 1838 : colonel Tempoure
- 6 août 1843 : Isidore Chadeysson
- 18 août 1848  : Joseph François Guillot
- 30 décembre 1852 au 1er janvier 1855: colonel Charlier

## Historique des garnisons, combats et batailles du15eléger

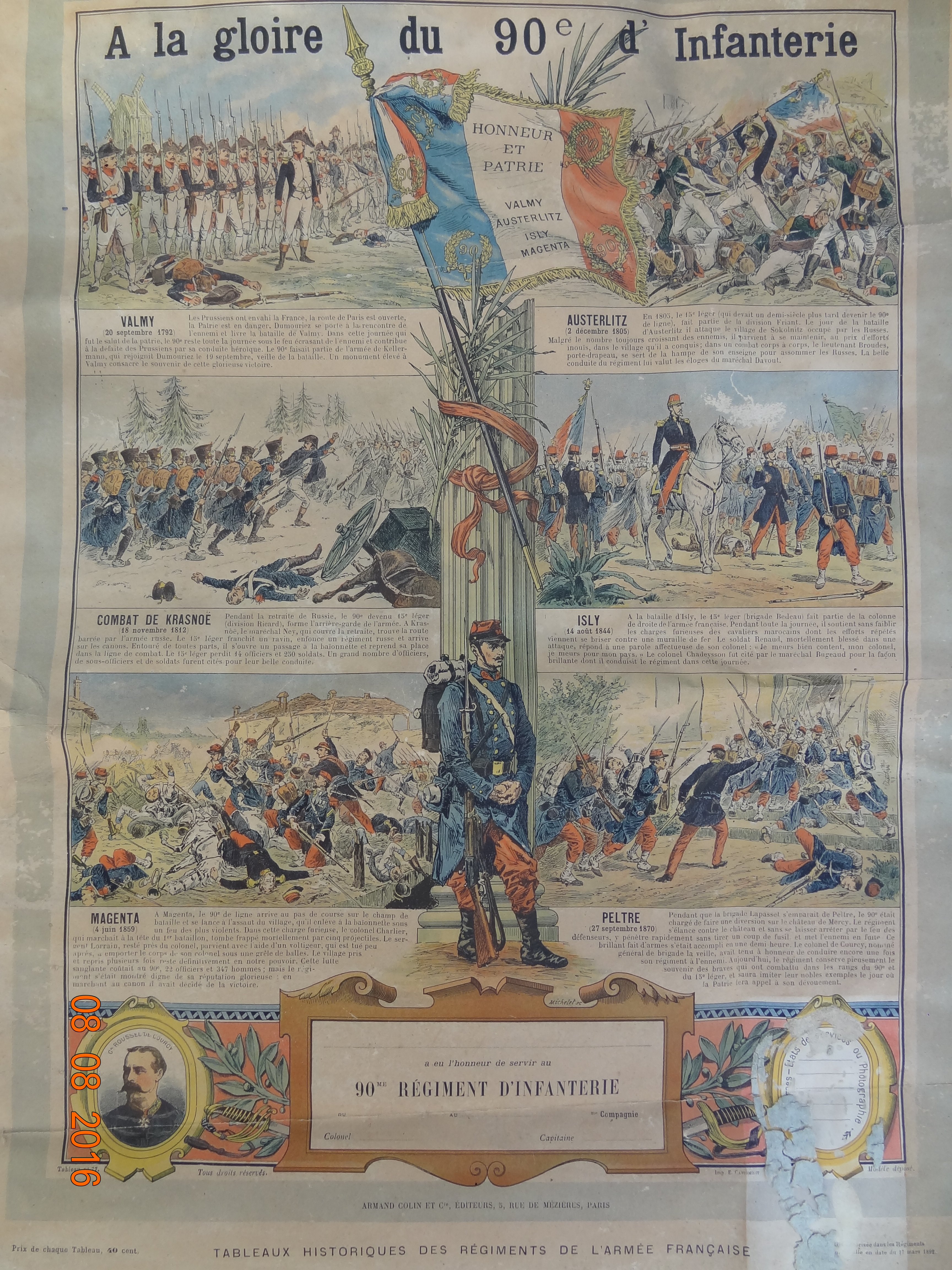
Affiche de 1892 présentant l'histoire du 90e régiment d'infanterie de ligne et du 15e régiment d'infanterie légère.

### 15ebataillon de chasseurs(1793-1794)

#### Guerres de la Révolution et de l'Empire
Le 15e bataillon de chasseurs est formé le 15 avril 1793 à partir des 2e, 3e et 4e bataillons de volontaires de la Corse qui avaient été licenciés le 5 février 1793,, et qui était venu de Corse à l'armée des Alpes au début de 1794. Son commandant, qui se nommait Ristory, devient chef de brigade lors de la formation du nouveau corps.

### 15edemi-brigade légère de première formation(1794-1796)

#### Guerres de la Révolution et de l'Empire
La 15e demi-brigade légère de première formation est formée le 22 messidor an II (10 juillet 1794) avec les  :
- 15e bataillon de chasseurs levé en Corse
- 2e bataillon de volontaires des Bouches-du-Rhône dans lequel le 5e bataillon de volontaire de Vaucluse a été incorporé
- 9e bataillon de volontaires du district de Lille

La 15e demi-brigade légère de première formation fait les campagnes de l'an II et de l'an III, dans les Alpes, prenant part à un grand nombre de petits combats. 
En 1796, elle rejoint l'armée d'Italie, après la paix de Cherasco, et est placée dans la division Sauret.
En juin 1796, lors du second amalgame, elle est incorporée dans la 27e demi-brigade légère de deuxième formation.

### 15ebis demi-brigade légère de première formation(1793-1796)

#### Guerres de la Révolution et de l'Empire
Le 14 fructidor an II (31 août 1794) on avait formé en Alsace une 15e bis demi-brigade légère de première formation par l'amalgame
- 15e bis bataillon de chasseurs
- 4e bataillon de volontaires des Vosges
- 8e bataillon de volontaires de la Drôme

Le 15e bis bataillon de chasseurs avait été formé le 13 mai 1794 par la réunion de plusieurs compagnies franches. 
La 15e bis demi-brigade légère de première formation, commandée par le chef de brigade Kister, fait les campagnes de 1794, 1795 à l'armée du Rhin et de armée de Rhin-et-Moselle, et est versée le 5 mars 1796 dans la  dans la 3e demi-brigade légère de deuxième formation.

### 15edemi-brigade légère de deuxième formation(1796-1803)

#### Guerres de la Révolution et de l'Empire
La 15e demi-brigade légère de deuxième formation est formée le 20 germinal an IV (9 avril 1796) avec les  :
- Demi-brigade de Tirailleurs (3e bataillon de chasseurs francs du Nord également appelé bataillon de chasseurs du Petit-Capucin, 5e bataillon de chasseurs francs du Nord et 3e bataillon de tirailleurs)
- 4e bataillon de tirailleurs (15e, 23e et 24e bataillons de volontaires belges)

Les hostilités ne reprirent sur le Rhin que le 1er juin 1796. La 15e légère fait partie de la division Bernadotte, qui, après le passage du Rhin, à Neuwied, est placée entre Lahnstein et Nassau, pour couvrir le blocus d'Ehrenbreitstein. Le 1er bataillon était toujours employé à ce blocus et eut un petit combat à Oberstein. La bataille de Wetzlar (en) (15 juin) ayant obligé le général Jourdan à la retraite, la division Bernadotte couvrit l'armée pendant qu'on rétablissait le pont de Neuwied, emporté par les brûlots ennemis. La demi-brigade soutint une canonnade avec les Autrichiens pendant la journée du 18, puis repassa le pont la dernière. A mois de juillet, les succès du général Moreau permirent au général Jourdan de déboucher de nouveau et de s'élancer en Allemagne, laissant le corps du général Marceau devant Ehrenbreitstein et Mayence. Le 1er bataillon de la 15e légère était toujours devant Ehrenbreitstein, division Poncet. Les 2e et 3e bataillons étaient dans la division Daurier, qui bloquait Cassel, tête de pont de Mayence, sur la rive droite du Rhin. Ces garnisons firent diverses sorties. Le 22 août, au combat de Planich, les carabiniers du 3e bataillon sont enveloppés mais parviennent à se dégager. Le 26 août, au combat de Salines, le 1er bataillon, se fait remarquer par sa bravoure, 4 compagnies, séparées du gros du bataillon, repoussent par leur feu les charges de la cavalerie autrichienne, et rejoignent le bataillon sans se laisser entamer.
Cependant, Jourdan ayant été battu à Wurtzbourg le 3 septembre, l'armée se retire derrière la Lahn, où le corps du général Marceau alla la rejoindre vers le 10 septembre. Il n'y eut plus alors que quelques affaires d'avant-postes. La 15e légère est désignée pour faire partie du corps que Bernadotte allait conduire en Italie à l'armée de Bonaparte. Ce corps se met en marche en décembre 1796.
Arrivée en Italie début 1797, la 15e légère reste à la division Bernadotte qui s'organise à Vérone à la fin de février, puis va prendre position à Padoue. Le général Murat commandait l'avant-garde de la division, composée des 15e légère, 15e dragons, et 19e chasseurs à cheval.

La campagne commence le 12 mars 1797. Le général Bernadotte se porte ce jour-là à Castelfranco, le 13 à Trévise, le 14 à Conegliano, poussant son avant-garde à San Fior, le 15 à Sacile, poussant son avant-garde à Fontanafredda. Le 16, Bernadotte se porte à Valvasone et force le passage de Tagliamento, de concert avec la division Guye. Après avoir reconnu la position prise par l'archiduc Charles, Bonaparte fait installer les bivouacs, et, au milieu de la journée, fait brusquement prendre les armes : la 15e légère et la 27e légère (division Guye) se forment rapidement et leur 2e bataillon est déployé, tandis que leur 1er et 3e bataillons en colonne sur les ailes, franchissent la rivière à gué et abordent les Autrichiens avec résolution, et le reste de l'armée suit le mouvement, et le passage est forcé.
Après avoir enlevé Palmanova le 18 mars, après un léger combat, Bernadotte attaque le 19 la place de Gradisca,
pendant que le général Sérurier tourne la ville. Emportés par leur ardeur, les soldats de la 15e légère pénètrent jusqu'aux
fossés, mais ne peuvent entrer dans la ville. L'apparition de la division Sérurier sur les hauteurs qui dominent la ville met fin à ce combat et amène la reddition de la ville.
Bernadotte se porte alors à Gorizia, et de là sur la route de Laybach, prenant possession du pays. Les 21 et 22 mars, la 15e légère a des escarmouches assez vives avec les habitants insurgés. La division occupe la région de Gorizia jusqu'au 1er avril, et marche alors par Laybach pour rejoindre le gros de l'armée. L'armistice arrêta sa marche le 8 avril, et elle alla occuper le Pays de Graz. À la suite des préliminaires de Leoben, la division Bernadotte évacue Gratz le 24 avril, et prend position d'abord à Laybach, puis, le 6 mai, dans le Frioul. La 15e légère occupe Palmanova. Le 28 juillet elle est envoyée au-delà de l'Isonzo occuper le pays de Monfalcone et y reste jusqu'au 9 octobre, d'où elle va alors rejoindre à Udine sa division, commandée par le général Kilmaine. 
Après la paix de Campo-Formio, l'armée reçoit une
nouvelle organisation. Le 9 novembre, la 15e légère fait partie de la division Baraguey-d'Hilliers, qui restait comme corps d'occupation, en attendant l'exécution du traité. La demi-brigade resta à Udine et à la fin de décembre, le général Baraguey-d'Hilliers évacue les possessions autrichiennes, et ramene ses troupes sur la rive droite de l'Adige.
En 1798, la 15e légère, en rentrant sur le territoire de la république cisalpine, est immédiatement dirigée sur Ancône, où le général Berthier rassemble un corps de troupe pour aller punir le meurtre du général Duphot assassiné à Rome. 
Elle est placée dans la 1re division, Macdonald, du corps expéditionnaire, qui entra à Rome le 10 février 1798.
 Les troupes sont réparties le long de la frontière napolitaine et dans le pays, alors infesté de brigands. La division Macdonald est placée de Terracine aux montagnes. Au mois d'avril, a4 compagnies du 3e bataillon, prend part à l'expédition contre les insurgés d'Ancarano.
- Bataillon Auxiliaire du Mont-Blanc en avril 1800
- 1er Bataillon de Chasseurs Basques en avril 1801

### 15erégimentd'infanterie légère (1803-1815)

#### Guerres de la Révolution et de l'Empire
Le 1er vendémiaire an XII (24 septembre 1803), lors de la réorganisation des corps d'infanterie, le 15e régiment d'infanterie légère est formé avec la 15e demi-brigade légère de deuxième formation
Le 15e Régiment d'infanterie légère participe aux campagnes suivantes :
- 1807 : Corps d'observation de la Gironde

Espagne 1807-1808

Espagne Portugal 1809-1811

Russie 1812

Belgique 1815.

Il participe à la campagne de Portugal.
Après l'exil de Napoléon Ier à l'île d'Elbe, l'ordonnance royale du 12 mai 1814 qui réorganise les corps de l'armée française permet, le 27 juillet 1814, l'incorporation des débris des 3e, 4e et 5e bataillons du 23e régiment d'infanterie légère et le fond du 1er régiment de voltigeurs de la Garde.
Après la seconde abdication de l'Empereur, Louis XVIII réorganise de l'armée de manière à rompre avec l'héritage politico-militaire du Premier Empire.
A cet effet une ordonnance du 16 juillet 1815 licencie l'ensemble des unités militaires françaises.

### Légion des Pyrénées-Orientales  (1815-1820)
Par ordonnance du 11 août 1815, Louis XVIII crée les légions départementales. La Légion des Pyrénées-Orientales, qui deviendra le 15e régiment d'infanterie de légère en 1820, est créée.

### 15erégiment d'infanterie légère(1820-1854)
En 1820 une ordonnance royale de Louis XVIII réorganise les corps de l'armée française en transformant les légions départementales régiments d'infanterie de ligne. Ainsi, le 15e régiment d'infanterie légère est formé, avec les 2 bataillons de la légion des Pyrénées-Orientales.
- 1830 : 
  - il prend part aux combats de la révolution de Juillet, contre les insurgés.

- 1832 : Belgique siège d'Anvers[réf. nécessaire].
- 1839-1846 : Algérie, Médéa, le Chélif, Tlemcen, Isly. 
  - 8-11 novembre 1840 : enlèvement des matamores de Bou-Chouicha.

Par décret impérial en date du 24 octobre 1854 le 15e régiment d'infanterie légère prend le numéro 90 et devient le 90e régiment d'infanterie de ligne.

## Personnages célèbres ayant servi au15eléger
- Jean Gérard Louis Béchon de Caussade alors chef de bataillon

## Sources et bibliographie
- Adrien Pascal : Histoire de l'armée et de tous les régiments volume 4
- Émile Ferdinand Mugnot de Lyden : Nos 144 Régiments de Ligne
- Historique du 90e Régiment d'Infanterie de Ligne, ex. 15e Léger par le capitaine Victor Louis Jean François Belhomme - publication de la réunion des officiers - Ch. Tanera Libraire - Paris 1875
- Historiques des corps de troupe de l'armée française (1569-1900)
- Les liens externes cités ci-dessous